# Sant Pere Sasserra
Sant Pere Sasserra és una església romànica del municipi de Biosca, a la comarca del Solsonès. És un monument protegit i inventariat dins el Patrimoni Arquitectònic Català.

## Situació
Està situada al nord-est del municipi, en un petit turó, a la carena de la serra que fa de partió d'aigües: la Riera de Biosca i la de Padollers, al sud, i la Riera de Lloberola al nord. A causa d'aquesta posició al fil de la carena i de la seva considerable altitud sobre el nivell del mar, relativament superior a les serres que l'envolten, la seva silueta s'albira i es destaca des de tots els voltants, sobretot des dels altiplans de la Segarra.
Al seu torn, des de l'indret, es gaudeix d'una singular panoràmica: des de les àmplies planures de la Segarra i Urgell, al sud, fins als alterosos vessants dels Prepirineus: a ponent (Montsec i Aubenç) i al nord (Pic de Turp, Tossal de Cambrils, Port del Comte, etc.)
A tocar hi passa la carretera C-451 (de Biosca a Solsona), des de la que s'accedeix a l'església per una pista que es deriva, pujant, a la dreta, al km. 36,9.

## Descripció
Construcció formada per una nau acabada a l'est per un santuari de planta rectangular. Als costats de l'obertura de l'absis hi ha dos arcosolis buidats al mur; els seus arcs de mig punt arrenquen de l'arc d'obertura de l'absis i de sengles columnes coronades per capitells decorats amb motius geomètrics. La porta d'accés, situada a la façana sud, consta de dues arquivoltes, la més exterior de les quals forma una mena de guardapols amb ornamentació esculpida que recolza sobre l'extrem de dues impostes suportades per columnes i capitells. Tant les impostes com els capitells presenten una decoració de fulles de palmeta invertida. En aquesta mateixa façana, coronada per un campanar d'espadanya de tres ulls, s'obre una finestra d'arc de mig punt d'una sola esqueixada. Dos contraforts reforcen el mur nord.
Cal dir que l'edifici, mereixedor de millor sort, es troba en un lamentable estat ruïnós difícilment recuperable.

## Notícies històriques
La parròquia de Sant Pere Sasserra depenia del monestir de Sant Llorenç de Morunys. L'església està documentada des del 1050, quan ja consta entre els béns del monestir de Sant Llorenç de Morunys, que tingué durant tota l'edat mitjana importants possessions en aquest indret. El 1268 el prevere Guillem Sasserra signà un document atorgat per Berenguer de Camporrells, que era senyor de Vallferosa i altres llocs veïns. L'església, tot i ser inicialment parròquia, esdevingué més tard una sufragània de la parròquia de Vallferrosa. Ho fou fins a 1910. L'any 1911, però, se suprimiren les misses i el bisbe determinà que s'hi anés tan sols en les festes principals. Segons documentació l'església romànica fou reformada els segles xiii i xiv. Havia estat coneguda també com a Sant Pere de Padollers (Padollers és el nom d'una casa veïna).